# Maternalisme
 (décembre 2021).
- Si vous ne connaissez pas le sujet, laissez ce bandeau (vous pouvez alors contacter les auteurs).
- Si vous supprimez le contenu mis en cause (vous pouvez préalablement contacter les auteurs),

argumentez précisément cette suppression dans la page de discussion
(un manque de référence n'est pas un argument ; une recherche réelle de référence doit avoir été effectuée, être formellement documentée).
 (décembre 2021).
La mise en forme du texte ne suit pas les recommandations de Wikipédia : il faut le « wikifier ».
Les points d'amélioration suivants sont les cas les plus fréquents. Le détail des points à revoir est peut-être précisé sur la page de discussion.
- Les titres sont pré-formatés par le logiciel. Ils ne sont ni en capitales, ni en gras.
- Le texte ne doit pas être écrit en capitales (les noms de famille non plus), ni en gras, ni en italique, ni en « petit »…
- Le gras n'est utilisé que pour surligner le titre de l'article dans l'introduction, une seule fois.
- L'italique est rarement utilisé : mots en langue étrangère, titres d'œuvres, noms de bateaux, etc.
- Les citations ne sont pas en italique mais en corps de texte normal. Elles sont entourées par des guillemets français : « et ».
- Les listes à puces sont à éviter, des paragraphes rédigés étant largement préférés. Les tableaux sont à réserver à la présentation de données structurées (résultats, etc.).
- Les appels de note de bas de page (petits chiffres en exposant, introduits par l'outil «  Source ») sont à placer entre la fin de phrase et le point final[comme ça].
- Les liens internes (vers d'autres articles de Wikipédia) sont à choisir avec parcimonie. Créez des liens vers des articles approfondissant le sujet. Les termes génériques sans rapport avec le sujet sont à éviter, ainsi que les répétitions de liens vers un même terme.
- Les liens externes sont à placer uniquement dans une section « Liens externes », à la fin de l'article. Ces liens sont à choisir avec parcimonie suivant les règles définies. Si un lien sert de source à l'article, son insertion dans le texte est à faire par les notes de bas de page.
- La présentation des références doit suivre les conventions bibliographiques. Il est recommandé d'utiliser les modèles {{Ouvrage}}, {{Chapitre}}, {{Article}}, {{Lien web}} et/ou {{Bibliographie}}. Le mode d'édition visuel peut mettre en forme automatiquement les références.
- Insérer une infobox (cadre d'informations à droite) n'est pas obligatoire pour parachever la mise en page.

Pour une aide détaillée, merci de consulter Aide:Wikification.
Si vous pensez que ces points ont été résolus, vous pouvez retirer ce bandeau et améliorer la mise en forme d'un autre article.
Le maternalisme apparaît au XVIIIe siècle, dans un premier temps aux États-Unis puis en Europe et dans le monde. 
Il s’agit d’une expression utilisée pour présenter le développement des valeurs domestiques de la maternité et de la famille à différentes échelles de la société aussi bien dans la vie privée que publique, en politique ou dans le monde du travail par exemple. Il s’agit alors de valider des actions politiques de femmes ou encore de justifier des politiques étatiques. On retrouve dans cette définition la notion de protection déjà présente dans le paternalisme, mais sans réel contrôle sur la société, ou du moins beaucoup plus modéré que le paternalisme dans les entreprises par exemple. En effet, selon la définition, les femmes sont alors unies par leurs capacités et leurs responsabilités envers les enfants. La Seconde Guerre mondiale marque un tournant dans l’utilisation du terme et des valeurs qui lui sont liées. Les États meurtris par le conflit mondial s'emparent des idées maternalistes pour justifier leurs politiques interventionnistes et natalistes dans le monde. 

## Maternalisme avant la Seconde Guerre mondiale
Dès son apparition le maternalisme se fait une place dans les mouvements féministes. Il est dans un premier temps associé aux mouvements de femmes durant la révolution américaine. Cette idée est directement rattachée à la république de la maternité qui avait pour objectif de mettre en valeur les jeunes filles patriotes des jeunes États-Unis qui étaient alors en charge de transmettre les valeurs patriotiques et républicaines essentielles à la fondation d’un nouvel État à leurs maris et à leurs enfants. On trouve également des parallèles dans le monde du travail et notamment ouvrier en Europe aux XVIIIe et XIXe siècles. En effet, le maternalisme a pour objectif d’imprégner tous les domaines de la société allant de la vie privée à la politique en passant par le monde du travail c’est pourquoi ces mouvements trouvent un large écho dans le monde ouvrier où de plus en plus de femmes travaillent en tant qu’ouvrière dans un monde en pleine mutation à travers les premières phases de l’industrialisation massive. 
Jane Addams et Ellen Gates Starr étaient des figures de ce mouvement maternaliste aux États-Unis. En 1889, elle fonde à Chicago la Hull House qui a pour objectif d’apporter un soutien social dans un premier temps aux habitants des quartiers défavorisés. Ce lieu était un lieu de résidence des réformateurs sociaux de l’époque tout en proposant des services culturels et sociaux. 
En France, les femmes de la famille de Wendel ont également joué un rôle social majeur dans la Lorraine du fer. En effet, ces femmes ont eu l’opportunité de participer aux politiques sociales mises en place par la maison de Wendel. Par exemple, elles ont œuvré dans les domaines de l’éducation, de la religion ou encore pour la santé avec la création d’hôpitaux ou de maternité par exemple. 
En Belgique, le maternalisme occupe une place importante dès les années 1920 et ce dans la formation sociale qui est déjà un domaine principalement féminin. En effet, les domaines de l’assistance sociale sont imprégnés des valeurs du maternalisme, que l’on nomme même maternalisme social. Il s’agit alors de prôner des valeurs familiales et maternelles qui permettent d’assurer la protection des femmes et des enfants dans un cadre proche de celui du cercle familial. Ce maternalisme est aussi appelé maternalisme progressiste dans le sens où grâce à sa conception de l’assistance sociale permet aux femmes de travailler de plus en plus dans des domaines de l’assistance publique, les différents auteurs observent alors une professionnalisation via les idées maternalistes. Le travail social des femmes est également important aux États-Unis où l’on parle alors de carework.

## Maternalisme après 1945
Après 1945 et la fin de la Deuxième Guerre mondiale, les États européens ou encore américains s’emparent du terme pour l’associer aux politiques interventionnistes qu’ils mettent en place en termes de protection des femmes et des enfants. Il est dans un premier temps question de protéger et d’apporter une aide aux femmes qui travaillent comme le montre Yvonne Zylan dans ses nombreux articles. 
En France, les politiques interventionnistes de l’État sont en lien direct avec la politique de natalité mise en place après la Seconde Guerre mondiale. Cette notion a donc été définie comme le maternalisme d’Etat. Ce dernier s’adresse directement aux femmes, néanmoins, il ne rencontre qu’un succès limité en France en raison d’un fort attachement à la résistance et aux femmes rescapées des camps, ce qui ne concerne donc pas la totalité des femmes françaises de l’époque. 
Au Canada et au Québec, le maternalisme d’État rencontre un réel succès. 
Enfin, ce mouvement périclite dans les années 1970 et 1980 lorsqu’on observe un changement vis-à-vis du rapport au corps de la femme, en effet, de plus en plus de femmes abordent des thématiques comme l’avortement ou encore tous les problèmes liés à la maternité de façon plus large. C’est à cette même époque que les mouvements pour la contraception se développent. Néanmoins, les femmes continuent de s’engager politiquement et socialement dans de nouveaux mouvements féministes nationaux et internationaux en faveur de leurs droits par exemple. Ann Orloff parle alors d’un « adieu au maternalisme » dans les années 1970-1980 en Europe et dans le monde.

## Conclusion
Ainsi le maternalisme est à l’origine de la mise en place de politiques féministes dans les domaines de la vie privée et de la vie publique comme dans le monde du travail ou le monde politique. Cependant on assiste après la Seconde Guerre mondiale à une réappropriation de ces concepts et de ces valeurs par les politiques et les États pour justifier un interventionnisme d’État de plus en plus marqué après les nombreuses victimes de la guerre, et ce dans les domaines de la protection des enfants et des femmes par exemple. Enfin, la révolution féministe des années 1970-1980 et le changement de rapport au corps de la femme qui n’est plus qu’une simple mère mettent fin au maternalisme, mais de nouvelles luttes féministes voient le jour comme les luttes pour la contraception, le droit à l’avortement ou encore les droits des femmes de façon plus large.  